# История Вологды

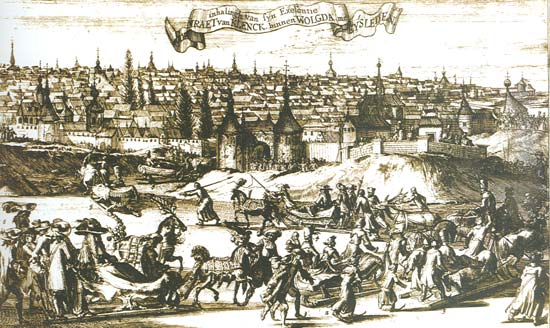
Вологда на гравюре голландского купца Конрада ван Кленка. 1675 год

Исто́рия Во́логды

## Версии происхождения названия
Наиболее популярной в науке является версия финно-угорского происхождения этого слова. Впервые эту версию в начале XX века выдвинули финские языковеды Иосиф Юлиус Миккола и Яло Калима. В 1988 году эту версию в своём справочном издании «Географические названия Вологодской области» подтвердила и развила филолог Ю. И. Чайкина. Согласно этой версии название реки Вологда, давшее одноимённое название городскому поселению, происходит от вепсского «vouged» — «белый», более древними формами которого были слова — «valgeda, valkeda». В свою очередь финно-угорское -al- между согласными могло передаваться русским -оло-. Таким образом, топоним «Вологда» может быть расшифрован как «река с чистой, ясной водой». В 1994 году эту теорию продолжил археолог И. Ф. Никитинский. Он обратил внимание, что недалеко от места основания города в реку Вологду впадала река Содема. Слово «содема» имеет аналогию с эстонским «sodima» («рыться в грязи», «марать»), происходящего от «sodi» («грязь, сор»), и мокшанским «сод (сотт)» («сажа, копоть»). Простые противопоставления типа «белый — чёрный», «светлый, чистый — тёмный, грязный» характерны для древней топонимики.
Версию финно-угорского происхождения слова «Вологда» подтверждают и аналогии в других финно-угорских языках:
- в марийском языке «волгыдо» переводится как «светлый, светло»[5].
- финно-угорские названия некоторых рек двинского бассейна на -егда, -огда (Вычегда, Керогда) и названия с основой вол- (Волонга, Волома, Волюга, Волохтома)[6].

Существуют также и гипотезы славянского происхождения названия, наиболее популярная из которых связывает происхождение топонима «вологда» со словом «волок». Однако эта версия не имеет серьёзной поддержки в науке и представлена в основном в публицистике и художественной литературе, в частности в произведении В. А. Гиляровского «Мои скитания», а также является самой распространённой среди вологжан.

## Первые поселения
- VIII—V тысячелетие до н. э. — освоение человеком территории верхнего течения реки Сухоны. Небольшие группы охотников и рыболовов продвигаются по территории, освобождавшейся от ледника, в том числе по реке Вологде (найдены каменные и костяные орудия), основывая стоянки на верхней и средней Сухоне.
- V—III тысячелетие до н. э. (неолит) — стоянки человека древнеевропеоидной[источник не указан 3828 дней] группы на берегах Вологды в районе современных деревни Михальцево, Ленивой площадки, Соборной горки, у церкви Андрея Первозванного, Судоремонтного завода, Турундаева (найдена ямочно-гребенчатая керамика, каменные топоры, наконечники стрел, скребки, костяные орудия). Плотное заселении берегов Вологды.
- II тысячелетие до н. э. — V век н. э. (бронзовый и железный век) — в верховьях Вологды существует поселение раннего железного века (Сараево)[8]. Ниже по реке в районе Лиминского завода и в месте слияния рек Вологды, Сухоны, Лежи существует несколько десятков поселений. Среди них выделяется центральное в устье реки Вёксы, имевшее большие размеры и существовавшее с эпохи неолита до Средневековья[9].

## Финно-угорский период
- I тысячелетие н. э. — возникновение поселений финно-угорских племён, в частности, еми (чуди заволочской) к югу от Онежского озера, на реках Сухоне, Юге, Вычегде и Северной Двине, ещё южнее — мери и веси, а также перми и зырян на Вычегде.

## Славянская колонизация
- XI век[источник не указан 3828 дней] — начало славянской[источник не указан 3828 дней] колонизации окрестностей реки Вологды и формирование системы волоков, соединивших водные пути из Каргополья и Белозерья с реками Вологдой и Сухоной. Колонизация и начало христианизации финно-угорских земель Заволочья новгородцами.
- XI—XII века — Формирование водного пути из верхнего Поволжья по Шексне до Белого озера, по левым притокам Шексны — на восток, через Волок Славенский, и по реке Порозовице до Кубенского озера.

## Дата основания Вологды

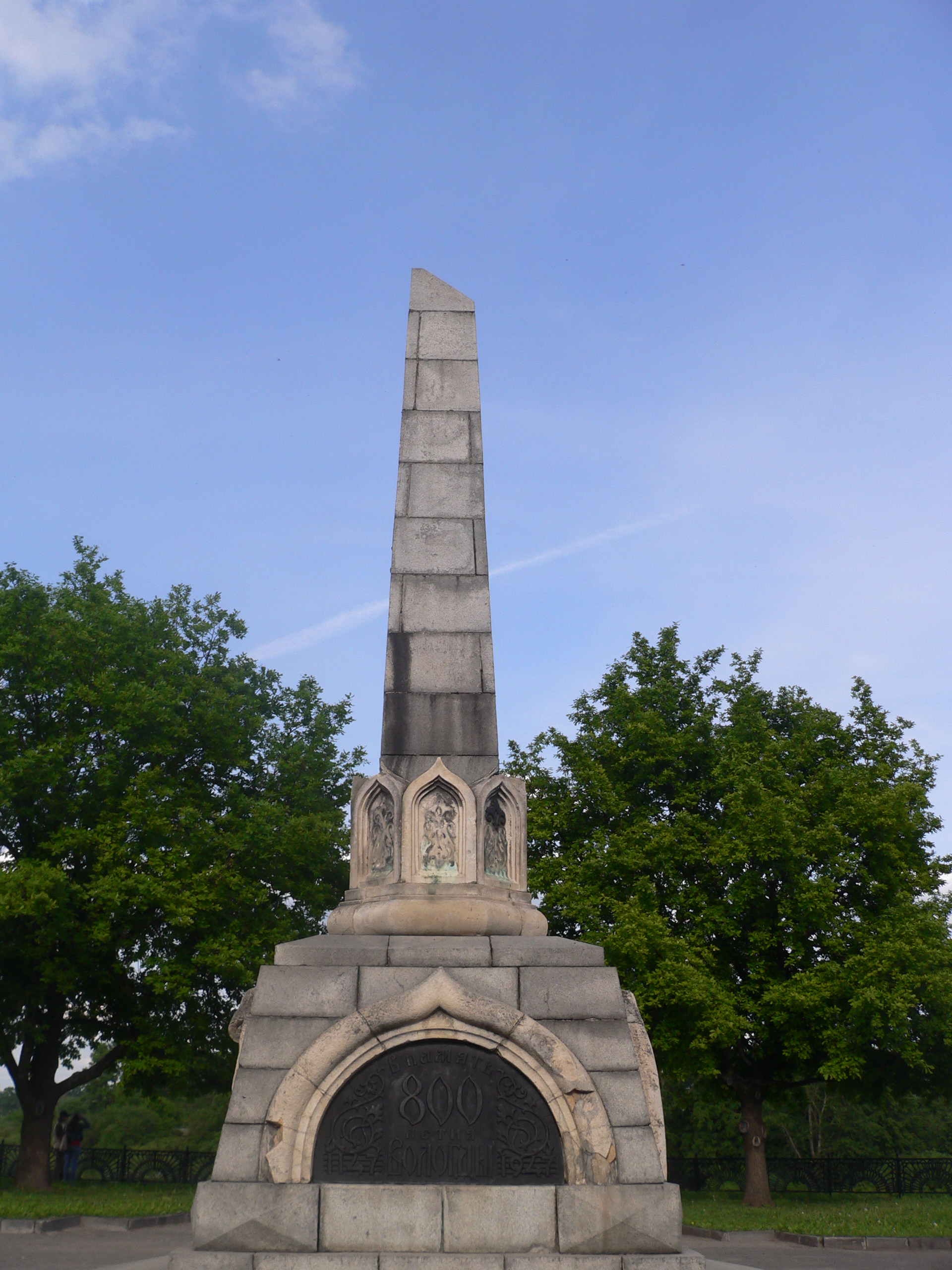
Обелиск в честь 800-летия Вологды, установленный в 1959 году на Ленивой площадке. Скульпторы Г. и Т. Контаревы

### 1147 год
Официальной датой основания Вологды считается 1147 год. Эта дата впервые была введена в научный оборот А. А. Засецким в 1777 году и основывается на свидетельствах «Повести о чудесах Герасима Вологодского» 1666 года:

«Лета 6655 (1147) Августа в 19 день, на память святого мученика Андрея Стратилата, прииде Преподобный отец Герасим от богоспасаемого града Киева, Глушенскаго монастыря постриженник, к Вологде реке, ещё до зачала града Вологды, на великий лес, на Средний посад Воскресения Христова Ленивыя площадки малаго Торжку, и создал пречестень монастырь во славу Пресвятыя Троицы, от реки Вологды расстоянием на полпоприща».

и данных Летописца Ивана Слободского 1716 года:

«В лето 6655. Преподобный отец наш Герасим прииде на Вологду и во имя Пресвятыя Троицы монастырец возгради от реки Вологды полпоприща на ручью, зовомом Касаров; рождением же бе града Киева, постриженник Глушицкого монастыря, преставися 6686, марта в 4 день, на память преподобнаго отца нашего Герасима, иже на Иордане».

Оба источника являются вторичными и заимствованы из более ранних сводов. Причём текст Летописца Ивана Слободского был более близок к ранней летописной записи, чем текст «Повести о чудесах Герасима Вологодского».

В пользу этой версии говорят следующие факты:
- сведения о приходе Герасима как в первом, так и во втором источнике базируются на данных более раннего Летописца или самостоятельной летописной записи. Причём Летописец Ивана Слободского содержит более архаичный текст. Исходя из «Повести о чудесах Герасима Вологодского», ранее существовало его Житие и «Служба с изложением чудес», которые до середины XVII века были утрачены[15]. То есть запись о приходе Герасима как в Летописце Ивана Слободского, так и в «Повести о чудесах Герасима Вологодского» является не новопроизведённой, а основывается на более древних сводах, что серьёзно повышает доверие к данным источникам.
- подтверждено существование «Глушенского» монастыря, из которого на реку Вологду пришёл Герасим. Этот монастырь действительно находился близ Киева и назывался Глушецким (вероятно в старой рукописи одна буква была прочитана за другую). В 1240 году он был разорён во время Батыева нашествия[15][16].
- в тексте Чудес Димитрия Прилуцкого можно найти подтверждение существование Троицкого монастыря, основанного Герасимом Вологодским («некто простец отнюд на концы посада в монастыри Живоначальныя Троицы»)[15]. Ручей, на котором был основан монастырь, и сегодня именуется Кайсаровым.
- свидетельство, что Герасим пришёл «ещё до зачала града Вологды, на великий лес», говорит о том, что Вологда тогда существовала как поселение, но ещё не была укреплённым городом и не имела детинца-кремля, что и называлось городом в средневековой Руси[15].

### 1265 год
Первые сомнения в официальной дате возникновения Вологды были высказаны уже в труде самого А. А. Засецкого, который ввёл эту дату в научный оборот. В своей работе тот указывал, что «о том я обстоятельное и верное известие не мог отыскать». Впоследствии скептических утверждений становилось ещё больше. Среди них можно отметить следующие:
- «Повесть о чудесах Герасима Вологодского» была составлена спустя во второй половине XVII века, а её автор признаётся, что «о жительстве его и коликими труды подвизася и коего града урожением и какова родом саном был, того мы не обретахом»[17].
- Основание монастыря у реки Вологды не вписывается в общую картину монастырского строительства на северо-западе и северо-востоке Руси. Первые монастыри на северо-западе Руси появляются в первой половине XII века в Новгороде; значительно позднее этот процесс начинается на северо-востоке. Первый монастырь во Владимире был основан в 1152 году, в Ростове — в 1212 году, в Белозерском крае — в 1251 году. То есть практика монастырской жизни в районе Вологды и близлежащих местах в XII веке отсутствовала[17]. К тому же монастыри домонгольского периода преимущественно основывались ктиторами, которые были или князьями, или очень богатыми и знатными людьми[18].
- По данным археологических раскопок возникновение города (Вологодского городища) относится к XIII веку[17].
- Год пришествия Герасима Вологодского в источниках мог появиться по аналогии с датой возникновения Москвы, как например в случае со столь же сомнительной датой основания Тулы в 1147 году[19].
- Ни в одной древнерусской летописи Вологда не упоминается в 1147 году, и даже в XII веке[17].

В письменных источниках Вологда впервые упомянута в 1264 году: в докончаниях Новгорода с великим князем волость Вологда называется в перечне других окраинных владений Новгорода.

## Зависимость от Новгорода и присоединение к Москве

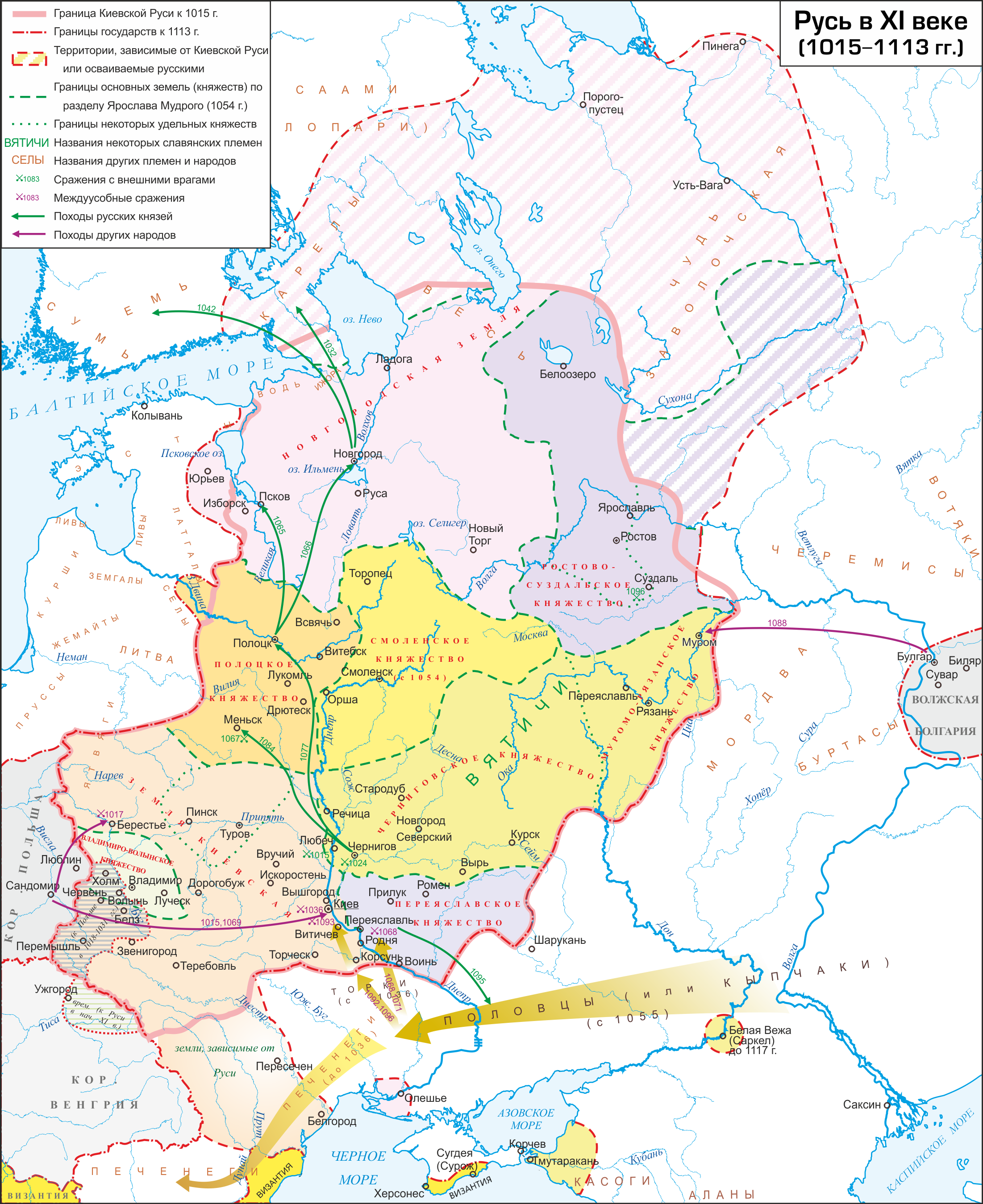
Освоение северо-восточных земель в XI—XII веках

Результаты археологических раскопок, проведённых на Ленивой площадке и рядом с ней, свидетельствуют о возникновении на этом месте поселения не ранее XIII века.
- 1264 год — Вологда впервые упомянута в письменных источниках и фигурирует как владение Новгорода в договоре с тверским князем Ярославом Ярославичем. Упоминания Вологды как новгородской волости встречаются вплоть до 1456 года. Однако принадлежность города к Новгороду не была стабильной и постоянно являлась предметом переговоров между Новгородом и великим князем[22]:33.
- Единственное найденное в Вологде шиферное пряслице, также датируется периодом не ранее середины XIII века, когда на юге Руси уже были разорены татаро-монголами центры производства пряслиц из овручского шифера[23].
- 1273 год — тверской князь Святослав Ярославич нападает на новгородские земли, в том числе и Вологду и возвращается с большой добычей и пленными. В нападении принимали участие и ордынские отряды[24].
- Второй половиной XIII — серединой XIV века датируется железное писа́ло, найденное при раскопках участка Вологодского городища в Парковом переулке под домом № 4 И. П. Кукушкиным[21][25].
- 1300—1340 годы[26] — этим временем датируется берестяная грамота, найденная в Вологде в 2015 году на улице Ударников, 2, в районе Ленивой площадки[27][28].
- 1303 год, 15 августа — в Вологде новгородским епископом Феоктистом освящается церковь Успения Пресвятой Богородицы. Это древнейшее упоминание о церковном строительстве в Вологде.
- 1304—1305 годы — Вологда снова упомянута как владение Новгорода, однако в городе уже присутствует великокняжеский тиун — представитель владимирского великого князя Михаила Ярославича.
- 1318 год — по трёхстороннему соглашению Новгорода, тверского князя Михаила Ярославича и московского князя Юрия Даниловича Михаил должен был восстановить границы между Вологдой как новгородской волостью и великим Владимирским княжением («по старому рубежу рубеж дати»)[29].
- 1368 год — Вологду захватил московский князь Дмитрий Донской, после чего в городе видимо устанавливается дуумвират новгородского и московского наместников[30][31].
- 1371 год — приход на Вологду Димитрия Прилуцкого и основание Спасо-Прилуцкого монастыря в 4 км от Вологды. Строительство монастыря было поддержано Дмитрием Донским, рассматривавшим его в качестве форпоста московского княжества в борьбе с Новгородом за утверждение в северных землях.

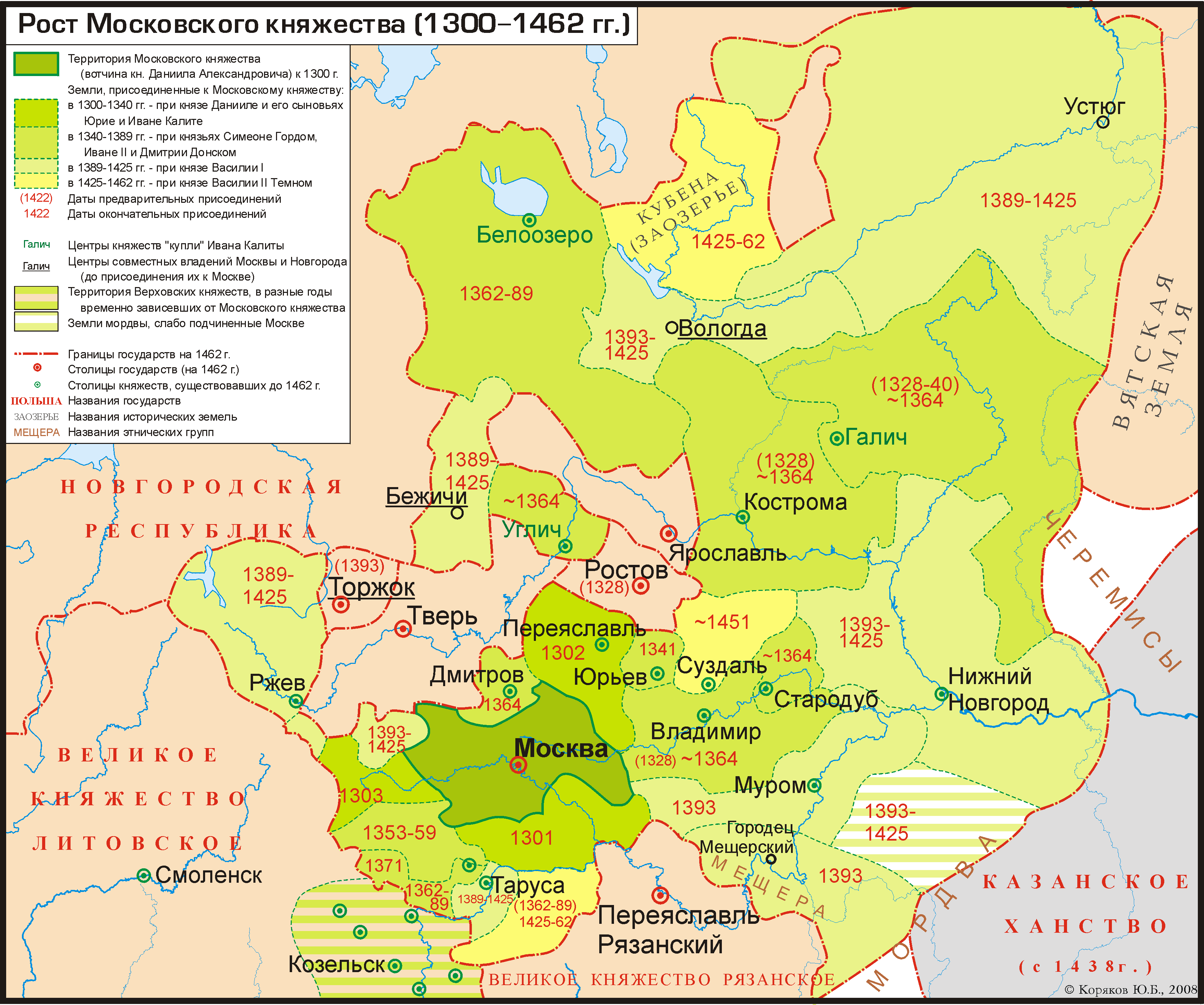
Расширение Московского княжества в 1300—1462 годах

- 1386 год — участие вологодской рати в походе московского князя Дмитрия Донского на Новгород, что значит, что в вологодской земле было сформировано воинское подразделение под предводительством московского воеводы[29].
- 1393 год — конфликт Москвы и Новгорода. В ходе боевых действий московский князь Василий I захватывает Вологду. Конфликт закончился подписанием мира между сторонами[32].
- 1397—1398 годы — вокруг Вологды развернулись боевые действия во время очередной войны Москвы и Новгорода[32]. Вологда фактически становится частью Московского княжества.
- 1401, 1408 годы — нападения новгородцев на Вологду.
- XIV—XV века — Вологда разделена на три церковные части («трети»), находившихся под управлением соответственно Москвы — Владимирская треть, наименованная по Владимирской церкви, Новгорода — Успенская треть, по церкви Успения (позднее — Успенский собор Горне-Успенского монастыря) и Ростова — Мироносицкая треть, по церкви Жён-Мироносиц.
- Печать-матрица XV века, найденная на месте дома № 4 в Парковом переулке, на лицевой стороне имела надпись «Печать Зазиркина», на оборотной стороне — «Печать Рато…ина»[33]. На одной стороне тельного четырёхконечного крестика XV века, изготовленного из твёрдой породы дерева, вырезаны буквы «IСХ», на другой стороне — надпись «NЩАХ»[21].
- 1409 год — город охватила эпидемия «корчеты» (то есть корчи, судороги). Так ранее называли симптомы эрготизма — болезни, вызванной употреблением хлеба из зерна, поражённого спорыньёй[34].
- 1425 год — часть Вологды и округи является «промыслом» Великого князя Московского Василия Дмитриевича.
- 1435 год — Вологду «изгоном» занимает князь Василий Юрьевич Косой[35].
- 1446 год, 15 сентября — Дмитрий Юрьевич Шемяка захватывает великокняжеский престол и отдаёт Вологду в удел побеждённому брату Василию Тёмному. Вологда объявлена удельным княжеством, а Василий Тёмный принуждён поклясться в верности Шемяке с обещанием не претендовать на московский трон. В Вологду к Василию Тёмному начали стекаться его сторонники. Пожив немного в городе Василий Тёмный, направляется отсюда в Кирилло-Белозерский монастырь, где игумен Трифон «разрешил» его от клятвенного договора с Шемякой. После этого Василий II разрывает союз с Шемякой и заключает договор с тверским князем Борисом Александровичем[36][37][38][39].
- 1447 год — Василий Тёмный побеждает в войне против Шемяки, вновь захватывает московский престол и уезжает из Вологды. Вологодское удельное княжество ликвидируется.
- 1450 год — Шемяка нападает на Вологду и разоряет её окрестности. Вероятнее всего, с этим событием связана Легенда о белоризцах, согласно которой город был чудесно спасён заступничеством святого Димитрия и «световидных белоризцев» (по другим данным — Григория Пельшемского)[40][41].

XV веком датируется вологодская берестяная грамота № 2 из одного слова, обозначающего женский половой орган.

## Вологодское княжество
- 1462 год — Вологда по завещанию Василия Тёмного после его смерти переходит к младшему сыну (и брату государя Ивана III) — Андрею Васильевичу Меньшому и до 1482 года является центром Вологодского княжества, в которое входили окрестности города.

«Пятый сын, Андрей Меньшой, получил…Вологду с Кубеною и Заозерьем, Иледам с Обнорою, Комелою и Волочком, Авнегу, Шиленгу, Пельшму, Бохтюгу, Ухтюшку, Сяму, Отводное с Перхушковскими сёлами, Тошну, Янгосар».
 — С. М. Соловьёв. История России с древнейших времён

- 1463 год — посещение Вологды Иваном III для подготовки похода на Двинскую землю[44].
- 1469 год — Иван III организует успешный поход на Казань, в котором участвуют полки вологжан и устюжан под предводительством князя Даниила Ярославского.
- 1471 год — первое упоминание о наличии древоземляных крепостных сооружений (типа «китай-город») в районе Ленивой площадки.
- 1471 и 1477 годы — князь Андрей Васильевич Меньшой участвует в походах Ивана III на Новгород.
- 1478 год — посещение Вологды Иваном III для подготовки похода на Казань[44].
- 1478—1481 годы — князь Андрей Васильевич Меньшой строит Спасо-Преображенский собор Спасо-Каменного монастыря — первое каменное здание на Русском Севере.
- 1480 году — князь Андрей Меньшой со своим войском участвует Стоянии на реке Угре. В результате была отведена угроза захвата Москвы ханом Большой Орды Ахматом, знаменуя конец монголо-татарскому игу.
- 1481 год — в результате пожара сгорела деревянная крепость Вологды, находившаяся в районе современных улиц Бурмагиных, Ударников, Паркового переулка и Луговой набережной[45].
- 1482 год — князь Андрей Васильевич Меньшой завещает свои владения старшему брату Ивану III. Вологодское княжество с момента смерти Андрея Меньшого превращается в Вологодский уезд Московского государства.

## Вологда при Иване III и Василии III
- XV век (конец) — при Иване III Вологда становится местом сбора войск во время военных походов, хранения части «государевой казны» и хлебных запасов, а также ссылки:

1485 год — в Вологду сослан в заточение князь Михаил Холмский
1487 год — в Вологду после взятия Казани сослан хан Ильгам с жёнами, где он умер ок. 1490 года.
1491 год — в Вологду высланы углицкие князья Иван и Дмитрий — сыновья опального князя Андрея Большого, брата Ивана III. Углицкие князья, которым на тот момент было соответственно 12 и 10 лет, содержались в Спасо-Прилуцком монастыре до конца жизни.
- 1492 год — выделение приходов Вологды, Каргополя, Двины и Ваги из Новгородской епархии в Пермскую епархию.
- 1493 год — мастером Мишаком Володиным Гулынским в городе построена деревянная шатровая церковь Вознесения[47]:13.
- 1499 год — первое упоминание в источниках вологодских детей боярских, а, следовательно, и вологодского служилого «города». Всего упоминается четверо детей боярских: Микита Тимофеев сын Мотафтин, Микита Пушников, Осип Савельев и Фетька Неправдин. Первые двое возглавляли соединения в отряде князя Петра Ушатого, двое других — в отряде воеводы Василия Заболоцкого-Бражника во время их похода в Югру[48].
- 1499 год, 16 мая — в результате пожара в Вологде сгорела церковь Пречистой Богородицы, монастырь и 30 дворов[45][49].
- 1499 год, 25 августа — очередной пожар в Вологде уничтожает 5 церквей и 330 дворов[24][45][50].
- 1500 год — в Вологду сослан взятый в плен в сражении под Дорогобужем литовский гетман Константин Иванович Острожский. Князь Острожский находился в заключении до осени 1506 года, затем перешёл на сторону московского князя, был освобождён и наделён землёй.
- 1503 год, 3 июня — Иван III с почётом присылает в Вологду «новоизображенную» Икону Димитрия Прилуцкого. По преданию, Ивану III явился преподобный Димитрий, после чего в Москву из Спасо-Прилуцкого монастыря для моления в очередном походе против казанских татар увозили небольшую икону преподобного Димитрия. Одержав победу, Иван III решил украсить икону и прислать её в Вологду. День встречи («сретения») Иконы Дмитрия Прилуцкого с тех пор стал праздноваться вологжанами как общегородской праздник, по случаю которого совершался крестный ход с образом Димитрия от города до Спасо-Прилуцкого монастыря[51]. Эта 400-летняя традиция оборвалась в годы советской власти и была возрождена лишь в 2001 году.
- 1505 год — после смерти Ивана III Вологда вместе с Москвой, Великим Новгородом, Владимиром, Псковом и Тверью (всего 66 крупных городов) переходит старшему сыну Василию. Остальные 30 городов делятся между другими четырьмя сыновьями.
- 1517 — Вологда упоминается польским историком Матвеем Меховским в «Трактате о двух Сарматиях» — первой в истории работе, специально посвящённой странам и народам восточной Европы:

«Московия — страна весьма обширная в длину и ширину. От Смоленска до города Москвы сто миль, от Москвы до Вологды сто миль… от Вологды до Устюга сто миль, от Устюга до Вятки сто миль: эти четыреста миль все — Московия, и речь там повсюду русская, или славянская».

- 1525 год, 12 мая — пожар в Вологде уничтожил 30 церквей, кремль и частично затронул посад. Погибло большое количество людей[45]. В 1526 году крепость была отстроена заново[54].
- 1526 год — нехватка хлеба и голод в Вологде[45].
- в 1526 году Московское государство посетил австрийский дипломат Сигизмунд Герберштейн, оставивший подробное описание его географии, экономики, быта и т. п. Про Вологду он пишет как про источник мехов:

«Лисьи меха, преимущественно чёрные, из которых по большей части делаются шапки, бывают очень дороги, ибо десяток иногда продаётся по 15 червонцев. Беличьи шкурки также привозятся из различных стран; те, которые побольше, из области Сибири, а самые лучшие — из Швуаи, недалеко от Казани. Привозятся также из Перми, Вятки, Устюга и Вологды, связками по 10 шкурок вместе; в каждой связке две самых лучших, которые называются личными, три несколько похуже — красны, — четыре покрасны; последняя, называемая молошною, хуже всех».
В том же сочинении:
«Вологда, область (в оригинале — provincia), город и крепость, получившие одно общее имя от реки; епископы пермские имеют здесь своё местопребывание, но без юрисдикции. Вологда находится на северо-востоке, и дорога из Москвы в неё идёт через Ярославль. Отстоит от Ярославля на 50 герм. миль, от Белоозера почти на 40. Вся страна болотиста и лесиста, от чего также и в этом краю путешественники не могут в точности определять расстояния по причине частых болот и извилистых рек. Ибо чем дальше идёшь, тем больше встречается непроходимых болот, рек и лесов. Река Вологда течёт к северу и проходит через город; восьмью милями ниже города с нею соединяется река Сухона, вытекающая из озера, которое называется Кубинским. Река удерживает имя Сухоны и течёт не северо-восток. Вологодская область была прежде подвластна Великому Новгороду. Так как её крепость занимает от природы крепкую позицию, то князь, как слышно, хранит там часть своих сокровищ. В год нашей поездки в Московию там была такая дороговизна хлеба, что одна мера, употребляющаяся у них, продавалась по 14 денег, тогда как в другое время в Московии она обыкновенно продаётся по 4, 5, 6 денег».
- 1528 год — Василий III с женой Еленой Глинской прибывает в Вологду. Оттуда посещает Спасо-Прилуцкий, Спасо-Каменный, Кирилло-Белозерский и другие монастыри.
- 1537—1538 год — нападение казанских татар на окрестности Вологды. От нашествия пострадало большинство монастырей юга Вологодского уезда, а многие местные жители были угнаны в плен[56]. Собственно до Вологды татары не дошли шесть вёрст, «и собра полона безчисленно, отоидоша прочь»[24].

## Вологда при Иване Грозном
- 1545 год — Иван Грозный во время поездки по северным монастырям впервые посещает Вологду[57].
- 1553 год, 24 августа — английский мореплаватель Ричард Ченслор, отправившись из Англии в Индию через северные моря, достигает Московии через устье Северной Двины и посещает Вологду. Вскоре в Москве он встречается с Иваном Грозным и между Англией и Россией устанавливаются дипломатические отношения, начинает развиваться торговля (экспорт: лён, пенька, воск, меха, моржовый клык, ворвань; импорт: оружие, галантерея, вино). Ченслор оставляет такую запись о Вологде:

«Вологда, в 550,000 футах от Москвы, ведёт торг салом и льном, хотя последнего больше продаётся в Новегороде».
- 1555 год — торговая «Московская компания», созданная в Англии для торговли с Россией, избирает Вологду в качестве главного складского и логистического узла.
- 1556 год — Ричард Ченслор отплывает в Англию с четырьмя богато нагруженными кораблями и с русским посланником, вологжанином Осипом Непеей, но по причине бури, только один корабль достигает Лондона, при этом Р. Ченслор погибает, О. Непея остаётся жив.
- 1557 год — Энтони Дженкинсон, первый полномочный посол Англии в Московии, прибывает в Вологду, на борту своего корабля возвращая Осипа Непею. Впоследствии Дженкинсон ещё несколько раз посещает Московское государство для переговоров с Иваном Грозным, составляет подробную карту подконтрольных Москве земель и становится первым западноевропейцем, побывавшим в Средней Азии[59][60].
- 1564 год — первое упоминание о существовании в Вологде губной избы. В штате находились губной староста Собака Фёдоров сын Волоцкий и губной дьяк Истома Нечаева сын Пестин «с товарищи»[48].
- 1565 год — учреждение опричнины. Вологда включена в состав опричных земель. Иван Грозный посещает город с отрядом стрельцов во время паломничества по северным монастырям[47].:14.
- 1566 год — по приказу Ивана Грозного, который вновь посещает Вологду, начинается подготовка к сооружению крепости, ограниченной с одной стороны рекой Вологдой, с трёх других — вновь создаваемыми рвами (в том числе речкой Золотухой).

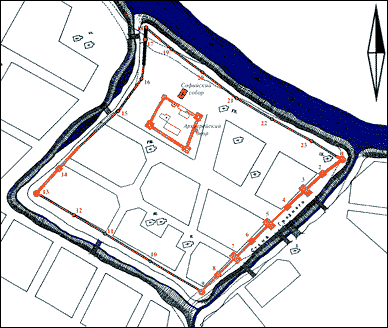
Схематический план Вологодского кремля на современной сетке улиц. Реконструкция Н. В. Фалина. В северной части расположен Архиерейский двор и Софийский собор

…заложил город Вологду камен, и повеле рвы копати и подшву бити и (на) городовое здание к весне повеле готовити всякие запасы.
— Продолжение Никоновской летописи
- 1567 год — под непосредственным досмотром царя 28 апреля, в день святых Иасона и Сосипатра, происходит закладка стен Вологодского кремля. По не имеющей документального подтверждения легенде, город был наречён в честь апостола Иасона (в просторечии — Насона, отсюда название Насон-город).

…повелением заложен град месяца апреля в 28, на память святых апостол Ассона и Сосипатра. Нецыи же глаголют, якобы и наречён был град во имя апостола Ассон, но истина ль, тако аз написати за неизвестие под опасением— Иван Слободской. Летописец. 1716 год.
- 1568 год — английский инженер Хэмфри Локк руководит работами по сооружению кремля.
- 1568—1570 годы — строительство Софийского собора.
- 1569 год — после завершения переговоров с послом Англии Томасом Рандольфом Иван Грозный распоряжается о строительстве в Вологде верфей и флота речных судов. Существуют различные точки зрения о целях этого флота. Историки отмечают, что флот был плоскодонным, речным, и не годился для хождения по морю. Английский посол Джером Горсей писал, что царь перевёз в Вологду казну и построил около двадцати судов, чтобы в случае опасности вывезти сокровища и семью на Соловки, а оттуда на английских кораблях — в Англию. Согласно другой точке зрения, планировалось создание настоящего военного флота.

Царь понимал, что без военного флота невозможно вернуть русские Балтийские земли, ведя войну со Швецией, Речью Посполитой и Ганзейскими городами, имевшими вооружённые силы на море и господствовавшими на Балтике. В первые же месяцы Ливонской войны Государь пытается создать каперский флот, с привлечением на московскую службу датчан, превратив в военные корабли морские и речные суда. В конце 70-х годов Иоанн Васильевич в Вологде начал строить свой военный флот и попытался перебросить его на Балтику. Увы, великому замыслу не суждено было сбыться. Но даже эта попытка вызвала настоящую истерику у морских держав.
— Н. Парфеньев. Воевода земли русской. Царь Иоанн Васильевич Грозный и его военная деятельность.
.
- 1569 год — Иван Грозный направляет в Вологду боярина И. А. Бутурлина с целью контроля за осуществлением строительства, сбора оброка, закупки материалов и конфискации земель для расширения города[22].
- в третьей четверти XVI в. в Вологде появились служилые люди по прибору — стрельцы, пушкари и воротники — они составили постоянный военный гарнизон города. В Москве специально для Вологды были отлиты около 300 пушек. Также в Вологду был направлен отряд опричных стрельцов числом до 500 человек[62].
- 1571 год — Иван Грозный по неясным причинам прекращает строительные работы в Вологде и покидает её. Только одна стена крепости была сооружена в камне, и та не достроена до нужной высоты, поэтому Вологодский кремль обнесли деревянными стенами. Кроме того не был окончательно отделан Софийский собор, который был освящён лишь спустя 17 лет[47]:15. Среди причин, которые могли повлиять на решение царя, называют:
  - поход на Москву и её сожжение Девлетом Гиреем 24 мая 1571 года;
  - эпидемия «морового поветрия» на Севере;
  - ухудшившееся в результате опричнины экономическое положение России;
  - по легенде поводом послужил несчастный случай в Софийском соборе, расценённый Иваном Грозным как дурное предзнаменование:

…егда совершена бысть оная церковь и великий государь вшед видети пространство ея, и будто нечто отторгнуся от свода и пад, повреди государя во главу. И того ради великий государь опечалихся и повеле церковь разобрать. Но чрез же некоторое прошение преклонися на милость, обаче многия годы церковь было не освящена
— Иван Слободской. Летописец. 1716 год
.

## Смутное время
- 1584 год — смерть Ивана Грозного и последующие неурядицы и бедствия не затрагивают Вологду непосредственно.
- В 1589 году Вологда стала кафедральным центром всей Пермской епархии, чьи архиереи стали именоваться «Волого́дскими и Великопе́рмскими».
- В изданном в 1591 году сочинении Джайлза Флетчера «О государстве Русском» Вологда названа в числе главных городов государства. Также город упоминается среди лучших производителей сала. По его данным, Вологда в то время ежегодно уплачивала в казну 12 тысяч рублей податей, находясь по этому показателю на 9 месте среди всех российских городов. Подати вносились в государственную казну ежегодно 1 сентября — в первый день начала нового года. Кроме этого, Вологда ежегодно платила 2 тысячи рублей так называемой «царской» пошлины с торгового оборота[63].
- 1603 год — Ганзе было разрешено торговать в Вологде. Ганзейские купцы устраивали себе здесь подворья, которые были своего рода базой для торгово-промышленной деятельности[64].
- 1604 год — Вологду посетил английский посол Томас Смит, который от Вологды до Москвы ехал в карете, для которой было выделено три подводы лошадей. Вероятно, именно эту карету Смит затем подарил страдавшему подагрой царю Борису Годунову[65].
- 1605 год — эпидемия чумы в городе.
- 1608 год, лето — Вологда присягает на верность Лжедмитрию II. Правившие в Вологде воевода Никита Пушкин и дьяк Роман Воронов были арестованы, а новым воеводой стал ставленник Лжедмитрия II Фёдор Ильич Нащокин. Однако власть «тушинцев» сопровождалась огромными поборами, тяжёлыми повинностями, а нередко — грабежами и насилием[66][67].
- 1608 год, 29 ноября — в Вологде происходит восстание против власти Лжедмитрия II. Восставшие арестовали и казнили воеводу Фёдора Нащокина и верных ему поляков и «тушинцев». Воеводой вновь был поставлен освобождённый из заточения Никита Пушкин. Новая власть в городе поддержала правительство Василия Шуйского, произвела сбор войска и разослала письма в другие города с призывом бороться против Лжедмитрия II. С того времени Вологда становится важнейшим центром борьбы против поляков и «тушинцев» на Русском Севере[66][67].
- 1608 год, декабрь — Вологда устанавливает связь с правительственным войском М. Скопина-Шуйского в Новгороде и направляет ратные силы к Костроме и Галичу. Кроме того, отряд Лариона Монастырёва к середине декабря освободил Пошехонье. Однако «тушинцы» подавили восстания в Верхнем Поволжье (Кострома, Ярославль, Галич) и даже начали готовить поход на Вологду. Но осуществить этот поход войска Лжедмитрия II так и не смогли[67].
- 1609 год, 9 февраля — М. В. Скопин-Шуйский присылает в Вологду войска во главе с Григорием Бороздиным и Никитой Вышеславцевым. Это ополчение выдвинулось к Соли Галицкой, а затем (февраль-март) — к Костроме. В марте 1609 года объединённые войска освободили Романов, а в апреле — Ярославль[67]. Вологда становится оплотом освободительного движения на Севере и Поволжье. В дальнейшем объединённое ополчение активно помогло М. В. Скопину-Шуйскому очистить от «тушинцев» территорию России.
- 1610 год, сентябрь — после начала открытой польской интервенции, свержения Василия Шуйского и установления режима Семибоярщины, Вологда и многие другие города присягают сыну Сигизмунда III, королевичу Владиславу. Власть в Вологде переходит в руки ставленников Сигизмунда III.
- 1611 год, зима-весна — вологжане активно участвуют в формировании Первого ополчения.
- 1612 год, апрель-июнь — Вологда признаёт ярославское правительство К. Минина и Д. Пожарского и начинает сбор войска для помощи Второму ополчению. Город становится одним из центров сосредоточения ратных сил Второго ополчения[67].
- 1612 год, июнь — вологодский отряд Петра Ивановича Мансурова выдвинулся на помощь Второму ополчению. Один отряд П. И. Мансурова соединился с ополчение ещё в Ярославле, а второй прибыл в лагерь Д. Пожарского под Москвой. 26 октября 1612 года Москва была освобождена от поляков[68].
- 1612 год, 22-25 сентября — Вологда захвачена и сожжена до основания одним из грабительских отрядов, состоявшим из поляков и «тушинцев». Погибло большое количество местных жителей. Были сожжены архиерейские палаты, гостиный двор, торговые ряды, городские амбары, 16 деревянных церквей, часть деревянных крепостных стен и башен города, а также множество жилых домов. Пострадал и Софийский собор[45].

…польские и литовские люди и черкасы и казаки и русские воры пришли на Вологду безвестно изгоном и город Вологду взяли и людей всяких посекли и церкви Божия поругали и город и посады выжгли до основания… и ныне, господа, город Вологда — зженое место, окрепити для насады и снаряд прибрати некому; а которые вологжане жилецкие люди утеклецы в город сходиться не смеют… А всё, господа, делалось хмелем, пропили город Вологду воеводы.— Архиепископ Вологодский Сильвестр. Из отписки «государства Московскаго боярам и воеводам». 1613 год.
- 1612 год, 18 декабря — на окрестности Вологды напал ещё один грабительский отряд под командованием пана Голеневского, гетмана Шелководского и казацкого атамана Баловня. Разграблен и сожжён Спасо-Прилуцкий монастырь, разорены окрестные сёла и деревни[70].

## Второй расцвет при первых Романовых
- 1627 год — писцовые книги сообщают о Вологде как крупном городе и торгово-ремесленном центре. В ней насчитывалось 1169 дворов: по этому показателю Вологда занимала 4 место среди городов Замосковья и Поволжья. Активное восстановление города, возвращение беженцев, рост численности населения. В городе распространено около 50 профессий, имелось 2 гостиных двора, десятки торговых рядов и несколько сотен лавок. Вновь расцветают ремёсла, внутренняя и внешняя торговля и каменное строительство[22][67]. Богатеет вологодское купечество, наиболее известным представителем которого являлся Г. М. Фетиев. Сформировалось деление города на 4 основные части:
  - Город — территория Вологодского кремля;
  - Верхний посад — к северу и западу от города;
  - Нижний посад — к югу и востоку от города;
  - Заречный посад (Заречье) — к северу от городского вала, за рекой. На тот момент ещё мало застроенный[57].

Иностранные купцы, имевшие дворы в Вологде селились во Фрязиновой слободе (от слова «фрязин», которым обозначались иностранцы):18.
- 1632 год — остатки деревянных стен Вологодского кремля были разобраны и построены новые — деревянные, высотой более 6 метров, с деревянными рублеными башнями. На основаниях оставшихся каменных стен и башен тоже нарубили деревянные стены и башни, привели в порядок рвы и мосты. В общей сложности крепостные стены Вологодского кремля имели 11 каменных башен XVI века с деревянными шатровыми надстройками XVII века и 12 деревянных башен, построенных вновь[71].
- 1632 год — Пожар в Вологде, причину которого летопись определяет так: «Воевода Леонтий Плещеев град Вологду пожог, кроме посадов дальних». Пожар причинил много убытков, особенно посадским людям. В свою очередь казна оказала скудную помощь бедным погорельцам и щедро помогала богатым, что вызвало недовольство воеводой[72].
- 1634 год — писцовые книги отмечают в Вологде торговцев из 60 городов и уездов страны[67].
- 1636 год — пожар в Вологде. Уничтожена часть деревянных крепостных стен[45].
- 1641 год — очередной пожар в Вологде. Многие деревянные башни сгорели, а каменные стены пришли в негодность. С этого момента началось разрушение Вологодского кремля, построенного Иваном Грозным[73]
- 1654 год, 18 октября — во время эпидемии моровой язвы вологжане в качестве духовного подвига во избавление города от болезни за одни сутки («обыденно») возводят и освещают храм — Спасо-Всеградский Обыденный собор. По легенде «от того дни мор на Вологде престал бысть»[74]. Спустя четыре дня после постройки церкви также «обыденно» была написана икона Всемилостивого Спаса, которая стала главной святыней храма и всего города. В её честь ежегодно 23 октября проводился крестный ход. В 1698 году на месте деревянного храма был построен каменный, в XIX веке — реконструирован. В соборе принимали присягу выборные руководители города, а 18 октября до революции отмечался в Вологде как главный «всеградский праздник» (в народе «Лукин день»). В 1932 году собор был переоборудован в Кинотеатр имени Горького, а в 1972 здание было снесено при помощи бронетехники. В 2004 году на месте, где стоял Спасо-Всеградский собор, был установлен поклонный крест[75][76].
- 1661—1662 годы — неурожай хлеба. В Вологде резко взлетели цены на зерно и начался голод[77][78].
- 1667 год — принят Новоторговый устав, который установил запрет на торговлю иностранных купцов во внутренних городах России, в результате чего Вологду покинули представительства Ганзы[64].
- 1670—1671 годы — очередной неурожай и голод в Вологде, однако с меньшим размахом, чем голод 1661—1662 годов. Услышав о недостатке хлеба в Вологде царский окольничий Фёдор Ртищев продал часть своих одежд и других домашних принадлежностей и вырученные деньги отправил в Вологду[77].
- 1675 год — вокруг архиерейского подворья, с целью защиты от пожаров, были выстроены каменные стены[36]
- 1678 год — по переписи 1678 года Вологда насчитывала 1420 дворов и уступала по этому показателю только Москве (4845 дворов) и Ярославлю (2236 дворов)[22].
- 1680 год — пожар в крепости, сгорели Гостиный двор и все лавки с товарами[71]:19.
- 1686 год, 27 мая — по городу прокатился сильный ураган («страшная и грозная ветреная буря»), который снёс крыши жилых домов и повредил Церковь Николы на Извести и 2 церкви в соседнем селе Говорово[79]
- 1689 год, 17 апреля — крупное наводнение в Вологде в результате весеннего половодья. Затоплена территория Вологодского кремля, Нижнего посада и другие прилегающие к реке Вологде поселения. Пострадали также склады и амбары, товарный вид потеряли размещавшийся в городе поташ (используемого для удобрения и производства мыльных растворов) и смарчуга (густая смола), снесло мельницу в Спасо-Прилуцком монастыре[79][80].
- 1689 год, 26 июля — крупный пожар на территории Спасо-Прилуцкого монастыря и Новинковской слободы. Сгорело 69 дворов[79].

## Вологда при Петре I. Превращение в провинциальный город
- 1692 год — Первый визит Петра I в Вологду. Вологда становится крупной военной базой страны. Здесь хранилось военное и техническое снаряжение для строящихся крепостей и военных кораблей. В городе строились суда для доставки припасов в Архангельск. Кроме того, Вологда могла стать центром учебных плаваний создававшегося русского флота, которые Пётр намеревался проводить на Кубенском озере (в 30 км от Вологды). Однако Кубенское озеро показалось царю неподходящим для этого. Сам Пётр I впоследствии не менее 10 раз проезжал через Вологду, из них 6 раз (1692, 1693, 1694, 1702, 1722, 1724) останавливался в городе. Местом пребывания царя в Вологде служил домик голландского купца И. Гоутмана.
- 1702 год — по приказу Петра I в Вологде изготовлено множество судов — дощаников и барок — «для сплавления в Архангельск». Туда же из Вологды послано более тысячи пудов меди на отливку пушек[47]:18.
- 1708 год — Вологда приписана к Архангелогородской губернии и перестала быть значимым административным центром. Кроме того, с основанием Санкт-Петербурга, открывшего морской путь в Европу через Балтийское море, Вологда оказалась в стороне от важнейших торговых путей, а значение Вологды как центра внешней торговли России резко упало[47]:19.
- 1714 год — по указу Петра I в Вологде открыта цифирная школа — первое учебное заведение в городе. Школа размещалась в Северо-Западной башне Архиерейского двора и просуществовала 30 лет. В 1744 году из-за недостатка учащихся она была закрыта.
- 1722 год — указ Петра I об ограничении торговли через Архангельск[81], в результате чего экономика и внешняя торговля Вологды была окончательно подорвана. Резко уменьшилось население Вологды (до 1782 года — на 30 %), которая окончательно превратилась в обычный провинциальный город[82].
- 1729 год — на Тошне близ Вологды была построена крупяная мельница Туронтаевых, первое промышленное предприятие Вологды и уезда. Мельница в течение 20 лет оставалась единственной в своём роде во всей России[83].
- 1730 год — основана Вологодская духовная семинария на базе бывшей архиерейской школы (1724—1728). Изначально размещалась в стенах Архиерейского двора, в 1798 году в отдельное здание (современная улица Ленина, 15). В 1918 году семинария была закрыта.
- 1749 год — в Вологде открываются сургучная и красочная фабрика Желвунцовых[83].
- 1752 год — в Вологде открывается шёлковая фабрика Туронтаевых, первая в отрасли на Русском Севере. Она выпускала кружева «персидского манера», тафтяные платки и кушаки, ленты разных сортов[83].
- 1760-е годы — в Вологде открывается первый в России завод по производству канифоли и скипидара Лятышева (второй открылся в Твери в 1767 году, а следующий — в 1775 году)[83].
- 1762 год — в Вологде открывается красочная фабрика Туронтаевых[83].
- 1765 год — начало разведения картофеля. Было приказано «размножать картофель повсеместно, чтобы со временем его было много и он принесёт много пользы как продукт питания, как просо и гречиха»[84].
- 1768 год — в Вологде открывается стекольный завод Исаева (просуществовал д 1781 года)[83].
- 1770 год — дано первое в Вологде театральное представление — опера «Руслан»[47]:20.
- 1776 год — построен Воскресенский собор.
- 1780 год, 25 января — указом Екатерины II было образовано особое Вологодское наместничество, центром которого стала Вологда. Сама Вологда фактически становится губернским городом. В состав наместничества входило 3 области (прежде — провинции):
  - Вологодская — Вологодский, Грязовецкий, Кадниковский, Тотемский и Вельский уезды
  - Великоустюжская — Великоустюжский, Яренский, Красноборский, Сольвычегодский, Усть-Сысольский, Никольский и Лальский уезды.
  - Архангельская — Архангельский, Шенкурский, Холмогорский, Пинежский, Мезенский, Онежский, Кольский уезды

Те уездные центры, которые не являлись городами (а их было большинство), были повышены до статуса городов. В 1784 году уезды Архангельской области были выделены в отдельное Архангельское наместничество. Таким образом, Вологодское наместничество стало состоять из двух областей — Вологодской и Великоустюжской.
- 1780-е годы — в Вологде проведено генеральное межевание, по которому городская земля была отделена от помещичьих и крестьянских владений. Кроме того, в территорию города были включены район Дюдиковой пустыни и бывшее дворцовое село Фрязиново. На плане города 1781-го уже отмечен сохранившийся поныне дом купца Варакина[36].
- 1781 год — утверждён генеральный застройки Вологды, по которому город застраивался вплоть до 1920-х годов[71]. Основным автором проекта является архитектор Пётр Бортников[87].
- 1782 год — в Вологде основана первая губернская больница.
- 1784 год — ликвидация монастырского землевладения в Вологде. Подворья всех монастырей перешли в собственность государства и были использованы для губернских учреждений. Административный центр города перемещается из района бывшей крепости к Парадной площади[36].
- 1786 год, 22 сентября — в Вологде открыто главное народное училище[88][89].
- 1786 год — в Вологде появился первый публичный театр[90]. В качестве помещения использовалось здание, принадлежавшее Приказу общественного призрения (сейчас улица Галкинская, 1). Театр закрыт в 1819 году. Позже в Вологде недолго действовали также частная антреприза некого Лотоцкого и частная антреприза Н. И. Иванова. Возобновлён профессиональный театр в специально выстроенном здании был лишь 1 ноября 1849 года антрепренёром Б. К. Соловьёвым[91].
- 1789 год, 15 июня — в Вологде начал работу первый в России общественный банк[92].
- 1791 год — русский писатель и путешественник П. И. Челищев фиксирует в Вологде 8156 человек населения, 1572 деревянных и 38 каменных домов, 49 каменных церквей, 129 лавок «в двух корпусах» и 72 купеческих завода: прядильно-канатных — 18, кожевенных — 15, салотопных и свечных — 12, солодовенных — 5, кирпичных — 8, крашенинных — 3, красильных — 4, войлочных — 3, для беленья полотна — 4[93]. Из всей вологодской продукции наибольшую славу имели свечи, на которые по всей стране существовал очень большой спрос

Вообще же, как второй, так имеющие капитал и третьей гильдии купцы каждый год отвозят в Москву и Петербург знатное число пуд литых и маканых сальных свеч, а оттоль привозят немецкие и московские всякие мелочные товары; из других же городов, куда они отправляют свечи, никаких товаров не получают, а продают за наличные деньги.
 — Челищев П. И. Путешествие по Северу России (1791).

Кроме описанных П. И. Челищевым заводов в Вологде располагались ещё шёлковая и канительная мануфактура, а также стекольный завод. В целом же, во времена правления Екатерины II, в связи с отменой торговых ограничений и поддержкой государством предпринимательской инициативы, в Вологде, как и на всё Русском Севере наблюдается экономический подъём.
- 1796, 12 декабря — указом Павла I Вологодское наместничество было преобразовано (а фактически переименовано) в Вологодскую губернию[95].

## XIX — начало XX веков
- 1804 год — на базе главного народного училища основана Вологодская губернская мужская гимназия, просуществовавшая до 1918 года.
- 1808 год — правительство запрещает ввоз сахара-рафинада и на Русском Севере появляются купеческие заводы по переработке сахарного песка. Два из них были основаны в Вологде. Наиболее долговечным здесь был завод купца О. И. Витушечникова, основанный в 1811 год и просуществовавший до начала 1850-х гг. Сахар продавали в Ярославль, Ростов, Нижний Новгород, Ирбит и другие города[36].
- 1810—1811 годы — открытие Мариинской и Тихвинской водных систем, позволявшие совершать судоходство в обход Вологды. В результате грузопотоки, которые раньше шли через Вологду, изменили своё направление. Кроме того, начавшийся технический прогресс в странах Европы повышал требования к качеству продукции, которому российская, и в частности вологодская промышленность не соответствовала. В итоге, на смену экономическому подъёму приходит экономический спад во второй четверти XIX века: закрылись колоколенный, сахарный заводы, ткацкая фабрика, уменьшилось на 1/3 производство сальных свечей, количество крупных предпринимателей сократилось с 11 (1788 год) до 1 (1859 год)[36]. Постепенно свёртывается канатное, кожевенное и свечное производство.
- 1812 год — в связи с началом войны с наполеоновской Францией в городе и уезде образованы народные ополчения. Произведён сбор пожертвований в фонд защиты Отечества. На хранение в Вологду привезены ценности московских храмов и монастырей[47]:20-21.
- 1815 год — организована первая типография Вологды (при губернском правлении)[47]:21.
- 1820-е годы — в Вологде начинает деятельность ежегодная губернская ярмарка, проходившая в январе. На ярмарку привозили товары из Москвы, Ярославля, Костромы и других городов. Преимущественно это были шёлковые, шерстяные и бумажные ткани, галантерейные товары, металлические изделия[36].
- 1820 год — разобрана каменная пороховая башня (ныне угол улиц Октябрьской и Ленинградской) — последний остаток Вологодской крепости[73].
- 1824 год, октябрь — посещение Вологды императором Александром I.
- 1826 год, 24 мая — издан указ губернатора «О переведении из городов заведений, смрад и нечистоту производящих», согласно которому по экологическим мотивам подлежали переносу в другой район города 9 кожевенных предприятий[83].
- 1837 год — проведена первая в Вологде выставка народных промыслов.
- 1838 год — в Вологде вышла первая газета «Вологодские губернские ведомости».
- 1848 год — в Вологде проведена первая в губернии сельскохозяйственная выставка[36].
- Середина XIX — начало XX веков — Вологда, традиционно являвшаяся местом ссылки ещё с XV века, получает прозвание «подстоличной Сибири», в связи с увеличением потока ссыльных. Так в качестве ссыльных в Вологде побывали И. В. Сталин, В. М. Молотов, Н. А. Бердяев, Б. В. Савинков, М. И. Ульянова (сестра В. И. Ленина), А. В. Луначарский, А. А. Богданов, М. С. Урицкий, О. А. Варенцова и другие[47]:22-31.
- 1853 год — в каждой части города (Верхний, Нижний и Заречный посады) были выстроены каменные здания полицейской и пожарной частей с пожарной каланчой[71].
- 1858 год, июнь — посещение Вологды императором Александром II.
- 1871 год, 7 января — начала работу Вологодская городская Дума. Её исполнительный орган — городская управа — стала действовать с 26 мая 1871 года.
- 1861 год — закрывается сахарный завод Витушечникова, один из крупнейших заводов города во второй четверти XIX века[83].
- 1871 год — голштинский предприниматель Ф. А. Буман организовали первый российский маслодельный завод в деревне Марфино Вологодского уезда, а в 1872 году — в близлежащем селе Фоминское (13 км от Вологды)[96]. С тех пор Вологда становится центром маслодельной промышленности, а вологодское масло, технология изготовления которого была изобретена Н. В. Верещагиным и приобретена Ф. А. Буманом, — мировым брендом.
- 1872 год — к Вологде провели узкоколейную железную дорогу, связавшую город с Ярославлем и Москвой.
- 1875 год — открыт кожевенный завод Бурлова на Фрязиновской набережной, самый крупное кожевенное производство Вологды на тот момент. Впоследствии он был расширен за счёт приобретения и последующей модернизации кожевенного завода Васильева[83].
- 1876 год, 1 июля — основано Вологодское реальное училище, которое располагалось в бывшем доме генерал губернатора. Упразднено в 1918 году.
- 1885 год — в бывшем домике голландского купца И. Гутмана, который в 1872 году был приобретён городскими властями, размещён первый городской музей — Дом-музей Петра I. На открытии музея присутствовал великий князь Владимир Александрович Романов.
- 1888 год — в Вологде открыт первый российский ломбард
- 1898 год — построена узкоколейная железная дорога, связавшая Вологду с Архангельском. В 1908 году её начали менять на широкую колею, а в 1914—1916 годах проложили вторую колею железной дороги, чем было открыто сквозное движение по линии Москва — Архангельск. Начало строительства каменного железнодорожного вокзала.
- 1898 год — пуск городского водопровода и первой телефонной станции.
- 1899 год — построена водонапорная башня.
- 1904 год, 1 февраля — начала работу первая городская электростанция. Установка первых уличных фонарей. В память об этом в 2004 году у Красного моста был сооружён памятник 100-летию уличного освещения в Вологде в виде писающей собаки у фонарного столба.
- 1905 год, декабрь — забастовка и демонстрация вологодских железнодорожников. На время было прекращено железнодорожное сообщение.
- 1906 год, 1 мая — беспорядки в Вологде и поджог Пушкинского дома (ныне в нём расположен ТЮЗ), являвшегося оплотом революционных сил.
- 1906 год — построена железная дорога связавшая Вологду с Петербургом.
- 1907 год — проложена железная дорога от Вологды до Вятки. Сооружено новое каменное здание вологодского железнодорожного вокзала.
- 1908 год — открыт первый в городе кинотеатр «Модерн»(ныне Проспект Победы,6), который сгорел в 1910 году. 19 октября 1910 года в городе был открыт ещё один кинотеатр «Рекордъ», который в 1939 году был переименован в «Искру», а в 1969 году — в «Салют». Сегодня «Салют» является старейшим кинотеатром Вологды.
- 1911 год — усадьба Фоминское с маслозаводом Ф. А. Бумана была передана в казну, а на её базе был основан Вологодский молочный институт: тем самым Вологда превращается в один из крупнейших молочнохозяйственных центров страны.
- 1911 год, май — первое упоминание о футболе в Вологде[97][98].
- 1912 год, 22 ноября — открыт Вологодский учительский институт. В декабре 1918 года преобразован в Вологодский институт народного образования, а в 1919 году — в Высший институт народного образования. В 1921 году при заведении открылся рабфак для дальнейшего поступления непосредственно в институт. В 1923 году институт был закрыт и возобновил свою деятельность лишь в 1930 году как Северный краевой педагогический институт, а с 1932 — как Вологодский педагогический институт. В 1995 году преобразован в Вологодский государственный педагогический университет.

## После Февральской революции
- 1917 год, 2 марта — после известий о Февральской революции, из гласных Вологодской городской думы и представителей ведущих политических партий в Вологде был сформирован новый губернский орган власти — Вологодский губернский временный комитет. Изначально он состоял из 13 человек. В дальнейшем его состав был расширен. В комитете преобладали кадеты, меньшевики и эсеры[22]:138. Председателем комитета стал кадет В. А. Кудрявый. Он же временным правительством был назначен вологодским губернским комиссаром. Непосредственно в Вологде власть перешла к Вологодской городской думе, а в волостях создавались общественные исполнительные комитеты, на которые возлагались функции бывших волостных правлений. Прежняя администрация и полиция беспрепятственно сдавали полномочия новой власти.
- 1917 год, 15 марта — образован Вологодский совет рабочих и солдатских депутатов. В его состав вошли представители от 23 предприятий и учреждений. Председателем совета был избран Ш. З. Элиава. Вологодский совет, будучи классовой общественной структурой, занял позицию сотрудничества со временным комитетом, а секретарь совета И. А. Саммер стал заместителем губернского комиссара В. А. Кудрявого[22]:139.
- 1917 год, 18 марта — по решению Вологодской городской Думы в городе создана милиция. Полицейские должности участковых приставов и околоточных надзирателей были преобразованы в новые — заведующего участком и районного надзирателя[22]:145.
- 1917 год, 18 апреля — вышел в свет первый номер газеты «Известия Вологодского Совета рабочих и солдатских депутатов», которая позднее — 1 мая 1919 года — была переименована в «Красный Север»
- 1917 год, 5 июня — образование Вологодского губернского совета крестьянских депутатов, который, как и Совет рабочих и солдатских депутатов, взял курс на сотрудничество со временным комитетом[22]:139.
- 1917 год, 18 июня — в Вологде прошла крупная демонстрация рабочих против политики Временного правительства. Наметился рост недовольства его политикой.
- 1917 год, 30 июля — первые в истории всеобщие, равные и прямые выборы в Вологодскую городскую Думу. Право голоса получили все граждане, проживавшие на территории города и достигшие 20 лет. Выборы гласных в городскую думу осуществлялись на пропорциональной основе. Более половины избранных гласных являлись социалистами, а председателем думы стал И. П. Галабутский. После избрания городской думы была сформирована городская управа, а 1 сентября назначен городской глава (меньшевик А. А. Александров)[22]:140. Параллельно в волостях и уездах волостные общественные исполнительные комитеты передают власть всенародно избираемым волостным и уездным земствам.

## Становление советской власти
- 1917 год, 6 ноября — Вологодская губернская земская управа приняла решение не признавать Октябрьский переворот, большевистское правительство и его декреты. Аналогичную позицию заняла Вологодская городская Дума и земства. До января 1918 года власть большевиков не признавали и советы крестьянских депутатов, которыми руководили эсеры[22]:140.
- 1917 год, 6 декабря — большевики добились переизбрания состава и руководства губернского Совета рабочих и солдатских депутатов. Руководимый отныне большевиками Совет признал центральное большевистское правительство и поставил задачу установить советскую власть во всей губернии. Реализация этой задачи была возложена на исполнительный комитет Совета. Было также принято решение наладить совместную работу с губернским Советом крестьянских депутатов с перспективой объединения этих двух советов[99].
- 1918 год, 23 января — объединение губернского Совета рабочих и солдатских депутатов и губернского Совета крестьянских депутатов. Объединённый исполнительный комитет Вологодского Совета рабочих, солдатских и крестьянских депутатов (председатель — Ш. З. Элиава), в котором преобладали большевики, объявил о переходе власти в руки Советов по всей Вологодской губернии. Губернский временный комитет во главе с В. А. Кудрявым был распущен[22]:140.
- 1918 год, 26 января — объединённый исполком губернского Совета опубликовал извещение «К населению Вологодской губернии», в котором провозглашалось установление советской власти в Вологодской губернии. Вместе с тем, Вологодская городская Дума и земства не прекратили свою деятельность и вплоть до середины 1918 года советские органы сосуществовали с органами земского и городского управления[22]:141-142.
- 1918 год, март-июль — Вологда становится «дипломатической столицей России». Опасаясь захвата немецкими войсками Петрограда, сюда эвакуируется 11 посольств (американское, английское, французское, сербское, бельгийское, сиамское, итальянское), консульств (бразильское) и миссий (японская, китайская, шведско-датская) во главе с американским послом Дэвидом Р. Фрэнсисом. Однако, под давлением большевиков, 24 июля 1918 года дипломаты вынуждены были покинуть Вологду и через Архангельск отправиться на родину[100].
- 1918 год, апрель — в Вологде прошёл I Губернский съезд Советов рабочих, солдатских и крестьянских депутатов. Съезд избрал новый состав губернского исполкома, главой которого стал М. К. Ветошкин, и принял решение об упразднении губернского земства.
- 1918 год, 5 июня — в Вологду прибыла ревизия комиссии во главе с М. С. Кедровым (член коллегии Наркомата по военным делам), известная как «советская ревизия», с отрядом латышских стрелков. М. С. Кедров счёл политику местных властей медлительной, половинчатой, а местных большевиков «мягкотелыми». В этой связи, был резко ужесточён политический режим в Вологде и губернии. Активизирована работа местного ревтрибунала (создан 28 мая 1918 года), а 7 июня учреждён карательный отдел губкома юстиции. 25 июня был арестован губернский военный комиссар меньшевик М. Волков, издан приказ о ликвидации городской думы и управы, а также об учёте бывших офицеров русской армии и флота[100].

В 1918 году в Вологде аресты шли день и ночь … Но бдительность Кедрова не ограничивалась ночным временем. Город жил в облавах, в ежедневных арестах … Наш учитель химии Соколов внезапно исчез, только потом я узнал, что Соколов расстрелян … Конечно, я видел знаменитый вагон Кедрова, стоявший на запасном пути у вокзала, где Кедров творил суд и расправу. Я не видел лично расстрелов, сам в кедровских подвалах не сидел. Но весь город дышал тяжело. Его горло было сдавлено.
— Из воспоминаний В.Т. Шаламова
- 1918 год, 17 июня — по приказу М. С. Кедрова городская милиция переименована в Вологодскую советскую гражданскую милицию и подчинена губисполкому. В конце июня из вологодских тюрем были отпущены заключённые с целью освободить места для «буржуазных элементов», бывших жандармов и контрреволюционеров[22]:145.
- 1918 год, 27 июня — упразднена Вологодская городская Дума и городская управа. Их дела были переданы объединённому исполкому Совета рабочих, крестьянских и красноармейских депутатов Вологды и Вологодского уезда[22]:144.
- 1918 год, 7 июля — После известий о Ярославском восстании «в целях предупреждения распространения белогвардейских банд» Вологда и Вологодская губерния были объявлены на военном положении. Запрещались собрания, митинги, сборища на улицах, хождения группами по городу. На улицу разрешалось выходить до 12 ночи. Вся власть была сосредоточена в руках Чрезвычайного Революционного Штаба из 7 человек[100].
- 1918 год, 15 июля — создана Губернская ЧК по борьбе с контрреволюцией и преступлениями по должности (ГубЧК). Все бывшие офицеры обязывались явиться в ГубЧК для регистрации[22]:145.
- 1918 год, август — после свержения власти большевиков в Архангельске и установления белого правительства, белогвардейцы при помощи интервентов стран Антанты начали наступление по Северной Двине на Котлас и по Северной железной дороге на Вологду. Большевики в Вологде начинают мобилизацию. Организация обороны была поручена М. С. Кедрову.
- 1918 год, 11 сентября — сформирована VI-й Красная Армия для отражения наступления белогвардейской Северной армии на Вологду и Котлас. Штаб VI-й армии располагался в Вологде в гостинице «Золотой Якорь». Командовал армией А. А. Самойло, начальником штаба был Н. Н. Петин. После длительных напряжённых боёв в декабре 1919 года VI-я Красная армия перешла в наступление по всему Северному фронту. 21 февраля 1920 года был занят Архангельск, а 13 марта — Мурманск. В честь красноармейцев, сражавшихся на Северном фронте, в Вологде 6 ноября 1977 года на Площади Революции установлен монумент.
- 1918 год, 7 ноября — в честь годовщины Октябрьской революции переименованы 22 улицы и площади Вологды. В 1925 году переименованы ещё 5 улиц. Волна переименования улиц города в советское время прошла также в 1936 и 1959 году[22]:167. В 1990-е годы лишь немногим улицам были возвращены дореволюционные названия
- 1918 год, 1-3 декабря — в пришекснинских волостях Вологодской и Череповецкой губерний вспыхнуло антибольшевистское восстание (Пришекснинское восстание). Восставшие захватили станцию Шексна, тем самым прервалось железнодорожное сообщение между Вологдой и Петроградом. Восстание было подавлено силами вологодских и череповецких красноармейских отрядов[102][103].
- 1918 год, 13 декабря — состоялось первое заседание Вологодского городского совета в составе 80 человек, учреждённого в ноябре 1918 года. 27 декабря был избран объединённый исполком вологодского городского и уездного советов. Сфера деятельности горсовета ограничивалась городскими делами. Размещался горсовет первоначально в здании бывшей городской думы. В ноябре 1922 года горсовет был упразднён, а его дела были переданы в губернский совет. Однако в декабре 1925 года он был вновь восстановлен, получил права юридического лица и самостоятельный бюджет[22]:144,153.
- 1919 год, 9 февраля — в Доме Дворянского собрания открыта Вологодская Советская публичная библиотека. Основу её собрания составили книжный фонд национализированных помещичьих усадеб (12000 томов), библиотеки духовной семинарии (12654 тома), части библиотеки мужской гимназии (1793 тома), библиотеки жандармского управления (1945 томов) и нескольких частных библиотек (около 1000 томов)[22]:159. В конце 1930-х годов библиотека была преобразована в областную, а в 1963 году переехала в новое здание (улица М. Ульяновой, 1). В 1964 году библиотеке присвоено имя революционера И. В. Бабушкина, который был уроженцем Вологодской губернии.
- 1920 год, 1 августа — крупный пожар в заречной части города и в деревне Фрязиново. В течение трёх часов огонь уничтожил около 200 домов с надворными постройками, здание Вологодской уездной больницы и два кожевенных завода.
- 1920 год, декабрь — Вологду посещает М. И. Калинин и принимает участие в проходящем в это время VI Вологодском губернском Съезде Советов рабочих, крестьянских и красноармейских депутатов. Перед съездом стояли вопросы восстановления транспорта и промышленных предприятий, в первую очередь Главных железнодорожных мастерских, которые впоследствии были преобразованы в завод, получивший имя М. И. Калинина. Повторный визит М. И. Калинина в Вологду состоялся в 1924 году[47]:36-37.

## Вологда в 1920-е — 1930-е годы
- 1923 год — произошло объединение всех 4 музеев Вологды (епархиальное древлехранилище, дом-музей Петра I, картинная галерея Северного кружка любителей изящных искусств и музей родиноведения Вологодского общества изучения Северного края) в Вологодский государственный объединённый музей.
- 1924 год — первая волна закрытия вологодских храмов. В том же году начались первые разрушения и сносы храмов. Закрыты все 4 храма на Площади Революции (Спасо-Всеградский собор, Церковь Иоанна Предтечи в Рощенье, Афанасьевская и Никольская церковь), Софийский собор, все храмы Горне-Успенского и Спасо-Прилуцкого монастырей, Церковь Фёдора Стратилата и другие храмы. Небольшая часть церквей была закрыта ещё в 1918—1919 годах[22]:161-162.
- 1925 год, 1 сентября — на площади Революции установлен первый в городе громкоговоритель.
- 1926 год, 6 июня — начала работать местная широковещательная радиостанция, а с начала 1928 года в городе сооружён первый радиотрансляционный узел, обслуживающий сначала 15 радиоточек[22]:153.
- 1927 год — открыт первый в истории Вологды универмаг. Первоначально он размещался в здании бывшего Железного ряда (Мира, 11). В 1967 году он был перемещён в новое здание на улице Клары Цеткин[22]:204.
- 1927 год, 7 ноября — в Вологде открыт Клуб Октябрьской революции (сокр. КОР; современный Дворец культуры железнодорожников).
- 1929 год, 14 января — образован Северный край, куда помимо Вологодской вошли территории Архангельской и Северо-Двинской губерний, а также автономной области Коми (Зырян). Административным центром Северного Края стал Архангельск. В ходе проведения этой реформы вологодская партийная организация выдвинула предложение об объединении края вокруг Вологды. Однако ЦК ВКП(б) и архангельской партийной организации удалось переизбрать и подчинить вологодское отделение, которое обвинили в сепаратизме, «искажении классовой линии», в массовом насаждении хуторов и отрубов и слабой работе «по реорганизации основной массы бедняцко-середняцких хозяйств»[104].
- 1929 год, 15 июля — Вологодская губерния упразднена. Вместо губернского и уездного деления введено окружное и районное. Вологда стала центром Вологодского округа, состоявшего из 14 районов. Однако уже в августе 1930 года округ был ликвидирован, а все районы перешли в административное подчинение Северного края. Вокруг Вологды образован Вологодский сельский район, который был ликвидирован 20 июля 1932 года, а взамен создана «пригородная зона» (позднее — горсельрайон), включавшая Вологду и 10 окрестных сельсоветов. Снижение административного статуса города привело к оттоку специалистов и управленцев, в результате чего к началу 1936 года Вологда занимала последнее место среди городов СССР по естественному приросту населения[22]:160.
- 1929—1930 годы — вторая волна закрытия вологодских храмов, связанная с очередной богоборческой кампанией 1929—1930 годов. Закрыты Церковь Иоанна Предтечи в Дюдиковой пустыни, Казанская, Георгиевкая (тёплая и холодная), Иоанно-Златоустинская, Власиевская, Николо-Глинковская, Покрово-Козлёнская, Владимирская, Леонтиевская, Спасо-Преображенская Фрязиновская, Екатерининская, Николо-Золотокрестинская, Воскресенская, Гавриило-Архангельская, Иоанно-Богословская, Цареконстантиновская, Троице-Герасимовская, Ильинская, Никольская во Владычной слободе, Рождества Богородицы на Нижнем долу, Дмитрия Прилуцкого, Спасо-Преображенская на Болоте и Пятницкая церкви. В городе осталось только 4 храма: Воскресенский кафедральный собор и 3 кладбищенские церкви Богородская (у Богородского кладбища), Введенская (у Введенского кладбища) и Лазаревская (у Горбачёвского кладбища). Позднее в 1938 году были закрыты Воскресенский собор, Введенская церковь и холодный храм Богородской церкви, а в 1939 году была закрыта и Лазаревская церковь. В итоге, в городе остался лишь один действующий храм — Рождества Богородицы[22]:164-165.
- 1930-е годы — в период индустриализации в Вологде были построены промышленные предприятия: Льнокомбинат (1936), завод для изготовления лесопильного оборудования «Северный Коммунар» (1934), швейная фабрика им. Клары Цеткин (1936), судоремонтный завод (1936), лесохимическая артель «Красный партизан» (1934), авторемонтный завод (1940), предприятия пищевой промышленности. На базе бывших железнодорожных мастерских был построен Вологодский паровозовагоноремонтный завод (ВПВРЗ). Вокруг строящихся на пустырях промышленных предприятий появляются рабочие посёлки (текстильщиков, железнодорожников, водников). Вологодская область становится крупнейшим лесозаготовительным регионом и занимает 3 место в СССР по объёму лесозаготовок.
- 1931 год, 18 марта — открыт для движения Октябрьский мост — первый каменный мост через реку Вологду[22]:173.
- 1931 год, 1 сентября — недалеко от деревни Прилуки был открыт первый вологодский аэропорт. Впоследствии в 1981 году он был перенесён на новое место, где сейчас и находится аэропорт «Вологда».
- 1936 год — на Советской площади Вологды разбит сквер, названный в честь С. М. Кирова.
- 1936 год, 14 мая — в Вологду переведено управление Северной железной дороги (до 1953 года). Управление СЖД в Вологде размещалось в здании на Проспекте Победы,33.
- 1936 год, 5 декабря — Северный Край был упразднён и разделён на Коми АССР и Северную область, административным центром которой оставался Архангельск.
- 1936 год, декабрь — согласно новой Конституции СССР Вологодский городской Совет рабочих, крестьянских и красноармейских депутатов был переименован в городской Совет депутатов трудящихся. После принятия Конституции СССР 1977 года Совет депутатов трудящихся был переименован в Совет народных депутатов[22]:176.
- 1937 год, июнь — массовые аресты по делу Трудовой крестьянской партии. В городе было арестовано около 50 человек (представители кооперативной интеллигенции, бывшие эсеры, работники сельхозобразования, агрономы, землеустроители). Вологда фигурировала в деле как «опорный центр деятельности Трудовой крестьянской партии в СССР». Обвинённые в качестве организаторов местной ТКП Ф. И. Юхнев, И. Т. Стрельников и Н. В. Ильинский были приговорены к расстрелу; некоторые фигуранты умерли на допросах, не выдержав методов ведения следствия. При этом, суд установил отсутствие вещественных доказательств по делу[105][106].
- 1937 год, июль — начало массовых арестов церковных деятелей по «делу К. А. Богословского». Арестованные обвинялись в создании «церковно-монархической повстанческой организации» с широким разветвлением по ряду соседних районов. Только в Вологде по делу до конца 1937 года было арестовано 65 человек; включая соседние районы — 345 человек[107].
- 1937 год, 23 сентября — Постановлением ЦИК СССР Северная область была разделена на Архангельскую и Вологодскую область. Этим же постановлением к Вологодской области были присоединены районы Череповецкого округа Ленинградской области[108], составлявшие ныне западную часть Вологодчины и прежде никогда не входившие в состав Вологодской губернии. Вологда стала административным центром Вологодской области.
- 1938 год, 26 марта — в Вологде открыто регулярное автобусное сообщение.
- 1939 год, 18 мая — состоялась закладка Центрального парка культуры и отдыха. После окончания Великой Отечественной войны парк был переименован в Парк Мира[22]:172.
- 1941 год, март — расширена городская черта Вологды. В неё вошли посёлки Льнокомбината и Водников; территория нефтебазы, Кирпичного завода № 1; деревни Крюк, Кобылино, Говорово, Медуницыно, Лукьяново, Ухово, Ершово, Хорхорино[22]:178.

## В годы Великой Отечественной войны
- 1941 год, 24 июня — в связи с началом Великой Отечественной войны в Вологде было введено военное положение, а промышленные предприятия перешли на военное производство: паровозоремонтный завод выпускал бронепоезда, миномёты и санитарные поезда; судоремонтные мастерские производили мины и автоматы. В Вологде началось строительство оборонительных сооружений. На военный график перешла Северная железная дорога, которая пропускала в первую очередь военные составы и грузы для блокадного Ленинграда. Вологда также стала перевалочным пунктом для массовой эвакуации промышленных предприятий и населения в глубокий тыл. С июля 1941 года люфтваффе начало бомбить Северную железную дорогу, а с сентября-октября 1941 году её участок на территории Вологодской области: из строя выведено 13700 метров погонного пути, 4 восстановительных поезда, 42 паровоза; сожжено 762 товарных и пассажирских вагона; разрушено 5 железнодорожных мостов, 117 зданий; уничтожено 87 вагонов с боеприпасами; убито 430 человек, ранено 590 человек[47][109].:37.
- 1941 год, июль — в Вологде разместился крупнейший в Красной Армии распределительный эвакуационный пункт (РЭП-95). В годы Великой Отечественной войны в его составе действовали одновременно до 40 эвакогоспиталей и эвакоприёмников, а также 49 постоянных и 11 временных военно-санитарных поездов[110]. Прежде всего, в Вологду направлялся огромный поток эвакуированных из блокадного Ленинграда. На эвакуационных пунктах были установлены круглосуточные дежурства, в которых приняли участие свыше 2000 человек[47]:37-39. Всего через Вологду прошло 383438 эвакуированных ленинградцев. 5149 тяжело больных были сняты с поездов и оставлены в госпиталях и больницах Вологды. Из них около 2 тысяч человек от ран и болезней скончалось в вологодских госпиталях и было похоронено на Пошехонском кладбище. В память о погибших блокадниках на кладбище установлен мемориал и саркофаг с землёй Пискарёвского кладбища[111].
- 1941 год, 8 августа — образован Государственный архив Вологодской области[112].
- 1941 год, октябрь — 1944 год, июнь — Оштинская оборона. В сентябре 1941 года фронт подошёл к границе Вологодской области, а в октябре бои шли на её территории в Оштинском районе (сейчас его территория входит в состав Вытегорского района), где частям Красной Армии противостояли финские войска. Вологда стала прифронтовым городом. 20 апреля 1942 года противник вынужден был остановить наступление на Ошту, а на участке Оштинской обороны началась позиционная война. И лишь только в июне 1944 года в связи с началом Выборгско-Петрозаводской операции, Красная Армия смогла полностью освободить Оштинский район.
- 1941 год, 25 октября — организован Вологодский комитет обороны, сосредоточивший всю полноту военной и гражданской власти в Вологодской области. В состав комитета вошли первый секретарь обкома ВКП(б) П. Т. Комаров (председатель), председатель облисполкома А. Д. Абрамов, начальник областного управления НКВД Л. Ф. Галкин и областной военный комиссар А. М. Ковалевский.
- 1941 год, 19 ноября — началось формирование Череповецко-Вологодского дивизионного района ПВО со штабом в Вологде. Целью этого формирования была охрана железнодорожных участков «Кадуй—Лежа» и «Няндома—Грязовец», а также обеспечение безопасности железнодорожного узла и города Вологды. Сама Вологда также была разбита на сотни участков самозащиты: строились бомбоубежища, простейшие укрытия, развёртывались системы ПВО, которые охраняли железнодорожный узел и военно-промышленные предприятия. В результате, на город не упала ни одна бомба, хотя попытки бомбардировок были неоднократны[113]. В память об этом в Вологде установлен монумент подвигам сил ПВО в виде зенитки (на улице Зосимовской).
- 1942 год, декабрь — На деньги вологжан была сформирована танковая колонна «Вологодский колхозник»[114], которая 2 марта 1943 года была передана 1-й танковой армии. В память о пожертвованиях и боевых подвигах вологжан, в городе был сооружён монумент танку Т-34 (на улице Мира). Кроме того, Вологда в годы войны регулярно снабжала Ленинградский фронт, а жители осуществляли пожертвования в виде донорской крови, денег и драгоценностей.
- 1944 год, сентябрь — открыта Вологодская областная государственная филармония.
- 1945 год — вновь открыта Лазаревская церковь на Горбачёвском кладбище. Эта церковь и кафедральный Собор Рождества Богородицы вплоть до 1988 года оставались единственными действующими храмами в Вологде[22]:217.
- 1945 год, май — окончание Великой Отечественной войны. Среди вологжан было немало героев войны и труда (А. К. Панкратов, А. А. Алексеенко, В. И. Болонин и др.). Однако в целом для города и области война принесли существенные потери, прежде всего демографические. Уже с 1942 года смертность в 5 раз превышала рождаемость, а в целом по Вологодской области за годы Великой Отечественной войны умерло 220494 человека и 178811 человек не вернулось с фронта. В память о подвигах вологжан в годы войны в 1968 году в Кировском сквере был установлен обелиск Славы, а в 1975 году — памятник вологжанам-участникам Великой Отечественной войны, около которого зажжён вечный огонь[47]:41.

## Советская Вологда во второй половине XX века
- 1946 год — построен Авторемонтный завод (преобразован позднее в «Ремсельмаш») и ремонтно-механический завод треста «Вологдамаслопром» (преобразован в 1957 году в «Мясомолмаш»).
- 1947 год — завершено строительство ремонтно-механического завода, который специализировался на изготовлении пилорам, строительных и гвоздильный станков. С 1956 года завод переименован в «Строймаш», а в 1962 году — в Вологодский станкостроительный завод[22]:187.
- 1952 год — открыта Вологодская областная картинная галерея.
- 1952 год — заасфальтирована первая городская улица — улица Сталина.
- 1953 год — введён в действие новый водопровод из реки Тошни.
- 1953 год, май — создан трест «Вологдалестрансстрой» (в 1960 году переименован в «Вологдапромстрой»). Его усилиями были построены корпуса промышленных предприятий (ГПЗ, ВОМЗ, ЭТМ, Ремсельмаш, Мясомолмаш), построены сотни тысяч квадратных метров жилья; введены в строй новые водопроводные и очистные сооружения, троллейбусные линии, новые автодороги[22]:190.
- 1956 год — началось строительство городской канализации, первые очистные сооружения которой были пущены в эксплуатацию в конце 1960-х годов[22]:190.
- 1957 год, 1 июня — Вологда становится административным центром Вологодского совнархоза. В непосредственном подчинении совнархоза находились все крупные предприятия Вологодской области и предприятия, находившиеся до этого в подчинении экономических министерств. Здание Вологодского совнархоза находилось на Проспекте Победы, 33. Ликвидирован совнархоз был 26 декабря 1962 года.
- 1958 год — начало интенсивного строительства «хрущёвок». В середине 1960-х годов город перешёл к поквартальной застройке.
- 1961 год — на территории города прекращён отвод земельных участков для постройки жилых домов на правах личной собственности[22]:158.
- 1961 год — построен мост 800-летия Вологды, соединивший центральную часть города с посёлком Водников. В октябре 2006 года на этом же месте был построен новый мост.
- 1961 год, 30 декабря — в городе начали транслироваться передачи Центрального телевидения. С 1985 года передачи велись в цветном режиме.
- 1963 год — построена газораздаточная станция. Начало газификации Вологды. В 1971 году начался переход города на снабжение природным газом от газопровода «Сияние Севера».
- 1963 год, октябрь — пущена в строй первая очередь очистных сооружений городского водопровода на Верхне-Вологодском шоссе. В 1973 году построена водозаборная плотина на реке Вологде у посёлка Михальцево. Водозабор подключён к очистным сооружениям, а город получил воду из реки Вологды.
- 1964 год — основана Вологодская птицефабрика.
- 1965 год, 17 февраля — открыт Парк ветеранов труда[115].
- 1965 год — создана первая профессиональная футбольная команда Вологды «Динамо» и реконструирован стадион для неё на 10 тысяч человек[116]. В 1966 году команда начала своё выступление в национальном первенстве страны.
- 1966 год, 1 октября — в Вологде открыт общетехнический факультет Северо-Западного заочного политехнического института. В 1975 году он стал самостоятельным вузом и преобразован в Вологодский политехнический институт, а с 1999 года — Вологодский государственный технический университет.

Советский герб Вологды (1967—1991)

- 1967 год, 31 мая — утверждён новый герб Вологды[117]
- 1967 год — основан Государственный подшипниковый завод (ГПЗ-23). В январе 1971 года сошёл с конвейера первый подшипник.
- 1967 год — Вологда подключена к общегосударственной электросети: построены ЛЭП Вологда-Череповец, распределительные подстанции и понизительная подстанция на Пошехонском шоссе.
- 1968 год — Вологодский кружевной союз преобразован в кружевную фабрику «Снежинка».
- 1969 год — основан завод «Электротехмаш».
- 1970-е — 1980-е годы — расширение города за счёт строительства новых спальных микрорайонов (Бывалово, микрорайоны ГПЗ, Тепличный, 5-й и 6-й микрорайоны).
- 1970 год, август — начато строительство комбината Тепличный на пустыре у реки Содемы (близ села Говорово). В августе 1971 года сдана в эксплуатацию первая теплица площадью 30 тысяч кв. м[22]:196
- 1971 год — разобран старый деревянный Красный мост. На его месте построен железобетонный пешеходный мост[22]:196.
- 1971 год, 16 октября — открыт Вологодский оптико-механический завод.
- 1972 год — основана Вологодская областная детская библиотека (в бывшем доме купца Юшина).
- 1976 год — в Вологде пущен троллейбусный транспорт.
- 1976 год — открыт Вологодский областной театр юного зрителя.
- 1982 год, 22 июля — город награждён Орденом Октябрьской Революции.
- 1989 год, 16 апреля — в парке ВРЗ состоялся первый в городе со времён Гражданской войны неформальный митинг с участием студенческой молодёжи и экологов. В течение следующего 1990 года в Вологде появились представительства оппозиционных партий и политических объединений — ДПР, СДПР, кадетов, Русского национал-патриотического центра, ЛДПСС. Сторонники демократических перемен объединились в избирательный клуб «Альтернатива», представители которого даже получили несколько мест в горсовете[22]:207[118][119][120].
- 1990 год — начал вещание первый городской канал[121].
- 1991 год — торговля в Вологде практически полностью переходит на талонную систему. Первые талоны в городе ввели ещё в сентябре 1982 года. Последние талоны исчезли в апреле 1992 года[22]:207.
- 1991 год, январь — начала издаваться городская газета «Вологодские новости».
- 1991 год, 11 апреля — Президиум Вологодского горсовета народных депутатов восстановил старый герб Вологды 1780 года.
- Вологда после распада СССР

1. 1991 год, 20 августа — вологодский горсовет отказался подчиняться ГКЧП и принял обращение к жителям Вологды о поддержке «законной власти РСФСР и её решений».
2. 1991 год, 26 августа — в связи с указом Б. Н. Ельцина о приостановлении деятельности КПСС, начались опись имущества в здании вологодского обкома КПСС и процесс ликвидации партийных структур.
3. 1991 год, 12 ноября — создана администрация города и начата реформа органов местного самоуправления. На следующий день был назначен первый глава администрации Б. В. Упадышев.

## Вологда в конце XX века — начале XXI века
- 1992 год, 12 августа — визит патриарха Алексия II в Вологду. Патриарх провёл службу в Софийском соборе.
- 1992 год — естественный прирост в Вологде стал отрицательным[22]:214.
- 1993 год, 29 октября — ликвидирован вологодский горсовет. Глава администрации Вологды стал главой городского самоуправления. Впоследствии вместо распущенного городского совета местная администрация решила учредить Совет самоуправления города Вологды.
- 1993 год, 11 ноября — в черту города Вологды были включены 30 населённых пунктов: деревни Ананьино, Бывалово, Головино, Горка, Доронино, Дьяконово, Дуброво, Евково, Екимцево, Ефимьево, Копрецово, Левково, Осаново, Охмыльцево, Погарь, Слобода, Сметьево, Тепенькино, Чапыжник, Чернышово, Четряково, Шарапово, Щеглино; село Прилуки; железнодорожные станции Лоста, Лоста-сортировочная и Рыбкино; посёлок Кирпичного завода № 2 и посёлок Лесохимического завода. 25 июля 1996 года в черту города включён и посёлок Молочное.
- 1994 год, 20 марта — состоялись первые выборы в Совет самоуправления города Вологды. В его состав первоначально входило всего 6 депутатов.
- 1995 год, декабрь — новые выборы Совет самоуправления города Вологды. Состав Совета был расширен до 30 депутатов.
- 1996 год, 25 июля — Совет самоуправления города Вологды принял первый основной закон города — Устав города Вологды.
- 1996 год, 6 октября — в Вологде состоялись первые всенародные выборы главы города, победу на которых одержал А. С. Якуничев, руководивший городом до 2008 года. В тот же день состоялись первые выборы губернатора Вологодской области, на которых победу одержал В. Е. Позгалёв.
- 1996 год, 6 октября — начала вещание первая вологодская коротковолновая радиостанция «Премьер».
- 1999 год, 23 апреля — начало строительства обхода города.
- 1999 год, 17 декабря — на базе филиала Рязанского института права и экономики создан Вологодский институт права и экономики Минюста России.
- 2000 год — Совет самоуправления города Вологды переименован в Вологодскую городскую Думу.
- 2001 год, 29 апреля — город посетил Президент РФ В. В. Путин.
- 2003 год — вокруг Вологды открыта первая очередь объездной автодороги, которая на сегодняшний момент соединяет трассы А114, А119 и М8 (Архангельский выезд).
- 2003 год, 7 декабря — в Вологде состоялись выборы главы города Вологды, на которых победу одержал действующий глава А. С. Якуничев. На этих выборах впервые было использовано телекиллерство, арест массовых агитационных материалов у оппозиционных кандидатов и заведение уголовных дел на спонсоров оппозиции[122][123][124].
- 2005 год, 25 августа — в связи с подписанием Федерального закона № 131 «Об общих принципах организации местного самоуправления в РФ», Вологодская городская Дума утвердила новый устав Вологды[125]. Однако, несмотря на внесение депутатами более 400 поправок и увеличение объёма документа в 2,5 раза, существенных изменений, по сравнению с городским Уставом 1996 года, Устав 2005 года не содержал[126].
- 2006 год, 14 июля — в Вологде был открыт Четырнадцатый Арбитражный апелляционный суд Северо-Западного федерального округа (не включая Санкт-Петербург и Ленинградскую область)[127].
- 2008 год, 12 октября — новым градоначальником был избран Евгений Шулепов. В связи с отменой порога явки для победы новому мэру хватило 37 тысяч голосов, что составляло лишь 12,6 % жителей Вологды[128]. Сами же выборы главы города Вологды в 2008 году сопровождались беспрецедентным административным давлением и снятием двух основных кандидатов в мэры, которые могли оставить главную конкуренцию Е. Шулепову[129][130].
- 2009 год, 11 февраля — визит в Вологду президента Д. А. Медведева. Проведение в городе Президиума Госсовета, на который помимо Президента прибыли ещё 10 губернаторов и все ключевые министры. Основной вопрос повестки заседания — совершенствование уголовно-исполнительной системы. В тот же день Д. А. Медведев также обсудил вопросы развития Вологодской области с губернатором В. Е. Позгалёвым, посетил колонию в Паприхе и Вологодский музей-заповедник[131][132][133][134][135].
- 2011 год, 23-25 июня — в Вологде прошёл Международный фестиваль кружева, на котором был установлен рекорд массового кружевоплетения. На мероприятии присутствовала также первая леди страны Светлана Медведева и модельер Валентин Юдашкин[136][137].
- 2013 год, 7 марта — визит в Вологду президента В. В. Путина[138].
- 2013 год, 3 сентября — введён в строй «лукьяновский виадук» — Белозерский путепровод[139].
- 2015 год, 18 февраля — Вологодская городская Дума утвердила новый порядок избрания руководителей органов местного самоуправления. После окончания полномочий действующего всенародно избранного главы города функции главы муниципалитета перейдут к председателю городской Думы, который будет именоваться главой города. Руководитель исполнительным органом местного самоуправления будет глава администрации, в просторечии именуемый «сити-менеджером»[140].
- 2015 год, 21 июля — в Вологде найдена первая в истории города берестяная грамота[141].
- 2016 год, 26 сентября — Вологда перешла на новую систему местного самоуправления. В этот день сложил полномочия всенародно избранный глава Евгений Шулепов, а новым главой стал председатель Вологодской городской Думы Юрий Сапожников, избранный из числа депутатов[142]. Затем стартовал конкурс на пост мэра, который стал руководить администрацией города[143], первым мэром в ноябре стал Андрей Травников[144].
- 2020 год, 9 сентября — официальное открытие последнего участка обхода города[145].